# Имение на капитан Миша
Имението на Миша Анастасиевич (на сръбски: Капетан Мишино здање или Kapetan Mišino zdanje) е една от най-забележителните сгради в Белград, Сърбия. Намира се на ул. „Студентски трг“ № 1. В нея се помещава ректоратът на Белградския университет, както и част от Философския факултет.

## История
Сградата е проектирана от чешкия архитект Ян Неволе и е построена в периода 1857 – 1863 г. Първоначално е проектирана да служи за двора на внука на Карагеорги Петрович Джордже, който е женен за Сара, най-малката дъщеря на капитан Миша Анастасиевич, известен белградски търговец на сол и собственик на кораб. След финализиране на строителството обаче Анастасиевич променя намерението си и подарява имението на „родината си за образователни цели“. През септември 1863 г. в сградата се премества Белградското висше училище.
Имението на капитан Миша е обявено за паметник на културата от изключително значение през 1979 г. и е под закрилата на Република Сърбия.

## Характеристики
Архитектурата на сградата представлява стилово съчетание от готически, романски и ренесансови елементи с декоративни фасади. На фасадата към Университетския парк има скулптури на Аполон (вдясно) и Минерва (вляво). При построяването си имението на Капитан Миша е най-монументалната сграда в Белград.

## Галерия
- Сградата в началото на ХХ век
- Плоча за паметник на културата
- Изглед към входа
- Статуя на Аполон
- Статуя на Минерва
- Фасадата на сградата с надпис „Миша Анастасиевич, към отечеството си“